# Uroobovella michiganensis
Uroobovella michiganensis es una especie de arácnido del orden Mesostigmata de la familia Urodinychidae.

## Distribución geográfica
Se encuentra en Míchigan (Estados Unidos).